# Carlos Monsiváis
Carlos Monsiváis Aceves (Ciudad de México, 4 de mayo de 1938-Ciudad de México, 19 de junio de 2010) fue un escritor y periodista mexicano. 

## Biografía y carrera
Desde muy joven colaboró en suplementos culturales y medios periodísticos mexicanos.  Estudió en la Facultad de Economía y en la Facultad de Filosofía y Letras de la Universidad Nacional Autónoma de México, y teología en el Seminario Teológico Presbiteriano de México. Asistió al Centro de Estudios Internacionales de la Universidad de Harvard en 1965.
Gran parte de su trabajo lo publicó en periódicos, revistas, suplementos, semanarios y otro tipo de fuentes hemerográficas. Colaboró en diarios mexicanos como Novedades, El Día, Excélsior, Unomásuno, La Jornada, El Universal, Proceso, la revista Siempre!, Fractal, Eros, Personas, Nexos, Letras Libres, Este País, la Revista de la Universidad de México, entre otros. Fue editorialista de varios medios de comunicación.
Sus posiciones políticas y su perspectiva crítica lo llevaron, desde el inicio de su carrera periodística, a dar cuenta de todos aquellos fenómenos literarios, sociales y culturales que implicaban un desacato al autoritarismo, al orden establecido y al conservadurismo. De ahí su interés en el movimiento estudiantil de 1968, los ídolos populares (El Santo, Cantinflas), el movimiento feminista, las figuras contestatarias de izquierda y los personajes o acontecimientos que en algún sentido implicaban un avance de las ideas progresistas y un rechazo a toda posición autoritaria. Promovió los derechos de las minorías sociales, la educación pública y la lectura. Apoyó abiertamente la lucha por la diversidad sexual y los derechos de los animales. Fue un firme partidario de la despenalización del aborto y luchó en contra de la tauromaquia, lo que le generó muchos detractores en los sectores conservadores.
Otro de sus intereses fue el cine nacional. Escribió múltiples ensayos y acercamientos al tema (el libro Rostros del cine mexicano, por ejemplo) y dirigió por más de diez años el programa El cine y la crítica en Radio UNAM. Además, participó como actor en varias películas mexicanas, entre las que se encuentran Un alma pura de Juan Ibáñez, Tajimara de Juan José Gurrola, En este pueblo no hay ladrones de Alberto Isaac, Los caifanes de Juan Ibáñez, Las visitaciones del diablo de Alberto Isaac, Zapata de Felipe Cazals y La guerrera vengadora 2 de Raúl Fernández Jr.
Fue secretario de redacción en las revistas Medio Siglo (de 1956 a 1958) y Estaciones (de 1957 a 1959) y director del suplemento «La cultura en México» de la revista Siempre! (entre 1972 y 1987). Dirigió la colección de discos Voz Viva de México, de la UNAM.
La crónica y el ensayo forman la mayor parte de su obra literaria. También escribió cuentos, fábulas y aforismos entre otros géneros literarios. En su Autobiografía (escrita a los 28 años de edad), escribió: «acepté esta suerte de autobiografía con el mezquino fin de hacerme ver como una mezcla de Albert Camus y Ringo Starr».

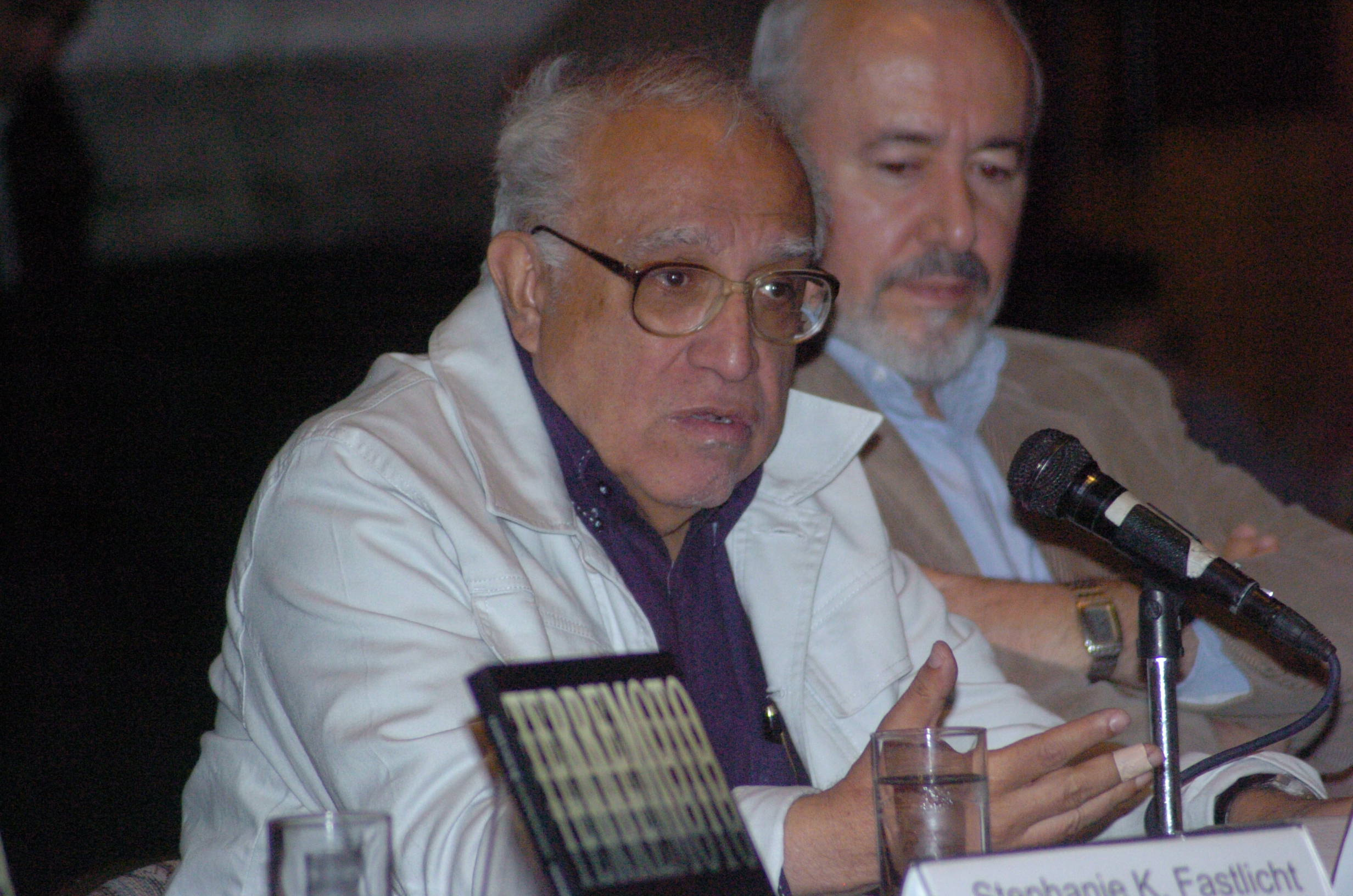
Monsiváis, en 2005.

Una de las principales características de su obra es el humor ácido, la ironía y la sátira política. En 1972, bajo la firma de «R», aparece su columna «Por mi madre, bohemios» que se publicaría en el suplemento «La cultura en México» hasta 1987. De 1989 a 2001 se publicó en el diario La Jornada en colaboración con Alejandro Brito y, de 2006 a 2010 en la revista Proceso, en colaboración con Jenaro Villamil. En esta columna, compiló declaraciones de políticos, empresarios, representantes de la Iglesia y otros personajes de la vida pública, satirizando su ignorancia o su visión limitada del mundo y exhibiendo la demagogia de la clase gobernante en México.
De entre sus libros destacan Días de guardar (1971), Amor perdido (1977), Nuevo catecismo para indios remisos (1982), Escenas de pudor y liviandad (1988), Los rituales del caos (1995), Salvador Novo. Lo marginal en el centro (2000) y Aires de familia. Cultura y sociedad en América Latina (2000), entre otros. 
Entre los múltiples galardones que recibió se encuentran el Premio Nacional de Periodismo (1977 y 2009), el Premio Mazatlán de Literatura (1989), el Premio Xavier Villaurrutia (1995), el Premio Lya Kostakowsky, el Premio Anagrama de Ensayo (2000) y el Premio de Literatura Latinoamericana y del Caribe Juan Rulfo (2006).

## Vida personal
En su libro El clóset de cristal, el autor mexicano Braulio Peralta sostiene que Monsivaís fue, junto a Nancy Cárdenas y otros, el fundador del movimiento LGBT en México, habiendo apoyado a las minorías sexuales de México desde la década de 1960. Monsiváis optó por ser velado con una bandera del orgullo gay sobre su ataúd, indicando que era un hombre gay. Nunca se casó y no tuvo hijos.
Fue célebre el cariño de Carlos Monsiváis por los gatos: en su casa vivían con él un total de trece gatos. Los médicos que lo atendieron confirmaron que su enfermedad (la fibrosis pulmonar) no tuvo nada que ver con el hecho de que conviviera con tantas mascotas. Creó, junto con Claudia Vásquez Lozano, la Organización Civil Gatos Olvidados, que ella preside.

### Muerte
Carlos Monsiváis fue internado el 1 de abril de 2010 en el área de terapia intensiva del Instituto Nacional de Ciencias Médicas y Nutrición Salvador Zubirán, debido a una fibrosis pulmonar. El 19 de junio, la Secretaría de Salud comunicó su deceso a causa de una insuficiencia respiratoria. Su féretro estuvo expuesto en el Palacio de Bellas Artes de México.

## Legado

### Museo del Estanquillo
El Museo del Estanquillo se encuentra localizado en el edificio La Esmeralda, en la esquina de Isabel La Católica y Madero, en el centro histórico de Ciudad de México, México. El museo alberga la colección personal del escritor, que abarca desde pinturas, y fotografía hasta juguetes, álbumes, calendarios, publicidad y libros.

### Biblioteca Carlos Monsiváis
La sala Carlos Monsiváis en la Biblioteca México aloja el acervo reunido por Monsiváis a lo largo de su vida y se compone de al menos 24 mil volúmenes. El acervo, también llamado "Monsiteca", está compuesto principalmente por libros, revistas, cómics y material audiovisual. Este corpus ha sido digitalizado parcialmente por la Biblioteca México, una fracción del cual se puede consultar en su sitio. Es por ello que una consulta a profundidad de este acervo deberá ser preferentemente presencial.
Las temáticas que interesaban a Monsiváis eran vastas: literatura, política, crítica literaria, crítica cinematográfica, cultura popular, diversidad sexual y la misma práctica archivística, como consta su texto «Y en aquellos días el canje lo era todo,» publicado en el libro Cuando el Chopo despertó, el dinosaurio ya no estaba ahí, compilado por Jorge Pantoja (1996). El catálogo en línea ofrece un panorama de publicaciones en las que participó el escritor, mas no se ha publicado un índice de materiales de otros autores que Monsiváis coleccionó por afición.
Aunque Carlos Monsiváis nunca declaró abiertamente su orientación sexual, en su acervo hay materiales, sobre todo revistas, con temática LGBT en español e inglés, pues siempre fue conocido su interés por las temáticas de la diversidad sexual y su defensa férrea de ella, como indica su carta en la sección El Correo Ilustrado del periódico La Jornada del 6 de junio de 2001, y su crítica persistente a la discriminación de las orientaciones e identidades sexuales y de género, particularmente en México. De esto da cuenta su «Ensayo sobre la represión sexual por grupos conservadores en la sociedad mexicana», publicado en la revista CABALLERO en 1978, así como su participación en el número especial de la revista Camp sobre la Diversidad en 2006, o el número 6 (1984) de la revista Confrontaciones donde se asienta un "testimonio del diálogo entre los universitarios y los creadores, en el que le hacen diferentes preguntas a Monsiváis, el cual habla de su literatura, política, de homosexualidad y de muy variados temas". Cabe mencionar también su texto dedicado a una de las figuras homosexuales más destacadas de México como Salvador Novo en el texto «Novo ortodoxo, Novo heterodoxo» publicado en la revista Crítica de 1994 (número 56). 

## Obra

### Crónicas/ensayos
- Principados y potestades (1969)
- Días de guardar (1970)
- «Notas sobre la cultura mexicana en el siglo XX» en Historia General de México (1976)
- Amor perdido (1977)
- El crimen en el cine (1977)
- Cultura urbana y creación intelectual. El caso mexicano (1981)
- Cuando los banqueros se van (1982)
- De qué se ríe el licenciado. Una crónica de los 40 (1984)
- Confrontaciones (1985)
- El poder de la imagen y la imagen del poder. Fotografías de prensa del porfiriato a la época actual (1985)
- Entrada libre. Crónicas de la sociedad que se organiza (1987)
- Escenas de pudor y liviandad (1988)
- El género epistolar. Un homenaje a manera de carta abierta (1991)
- El teatro de los Insurgentes: 1953-1993 (1993)
- Sin límite de tiempo con límite de espacio: arte, ciudad, gente, colección de Carlos Monsiváis (1993)
- Rostros del cine mexicano (1993)
- Por mi madre, bohemios I (1993)
- Los mil y un velorios. Crónica de la nota roja (1994)
- Luneta y galería (Atmósferas de la capital 1920-1959) (1994)
- Los rituales del caos (1995)
- Cultura popular mexicana (1995)
- Aire de familia. Colección de Carlos Monsiváis (1995)
- Diez segundos del cine nacional (1995)
- El bolero (1995)
- Recetario del cine mexicano (1996)
- Del rancho al Internet (1999)
- Aires de familia. Cultura y sociedad en América Latina (2000)
- Las herencias ocultas del pensamiento liberal del siglo XIX (2000)
- Las tradiciones de la imagen: Notas sobre poesía mexicana (2001)
- Protestantismo, diversidad y tolerancia (2002)
- Bolero: Clave del corazón (2004)
- «No sin nosotros». Los días del terremoto 1985-2005 (2005)
- Las herencias ocultas de la Reforma Liberal del Siglo XIX (2006)
- Imágenes de la tradición viva (2006)
- Las alusiones perdidas (2007)
- El Estado laico y sus malquerientes (2008)
- El 68, la tradición de la resistencia (2008)
- Escribir, por ejemplo. De los inventores de la tradición (2008)
- Los mil y un velorios. Crónica de la nota roja en México (2009)
- Antología personal (2009)
- Apocalipstick (2009)
- Historia mínima de la cultura mexicana en el siglo XX (2010)
- Democracia, primera llamada. El movimiento estudiantil de 1968 (2010)
- Que se abra esa puerta. Crónicas y ensayos sobre la diversidad sexual (2010)
- Los ídolos a nado. Una antología global (2011) / Selección de textos por Jordi Soler.
- Antología esencial (2012) / Prólogo de Juan Villoro.
- Las esencias viajeras. Hacia una crónica cultural del Bicentenario de la Independencia (2012)
- Maravillas que son, sombras que fueron. La fotografía en México (2012)
- Aproximaciones y reintegros (2012) / Compilación y edición de Carlos Mapes.
- Misógino feminista (2013) / Selección y prólogo de Marta Lamas.

### Textos biográficos (crónicas de vida y obra)
- Carlos Monsiváis (autobiografía) (1966)
- Celia Montalván (te brindas voluptuosa e impudente) (1982)
- María Izquierdo (1986)
- Luis García Guerrero: novedad del paisaje (1987)
- José Chávez Morado (1989)
- Escenas mexicanas en la obra de Teresa Nava (1997)
- Salvador Novo. Lo marginal en el centro (2000)
- Adonde yo soy tú somos nosotros. Octavio Paz: crónica de vida y obra (2000)
- Novoamor (2001)
- Yo te bendigo, vida. Amado Nervo: Crónica de vida y obra (2002)
- Carlos Pellicer Cámara: Iconografía (2003)
- Annita Brenner: Visión de una época (2006)
- Frida Kahlo (2007)
- Rosa Covarrubias: Una americana que amó México (2007)
- Pedro Infante: Las leyes del querer (2008)

### Fábula
- Nuevo catecismo para indios remisos (1982)

### Aforismos
- Lírica sacra, moral y laudatoria (2009) / 48 aforismos de Carlos Monsiváis y 24 grabados de Vicente Rojo.
- Monsivaisiana. Aforismos de un pueblo que quiere ser ciudadano (2010) / Selección y estudio liminar de Linda Egan.
- Autoayúdate que Dios te ayudará. Aforismos de Carlos Monsiváis (2011) / Prólogo, investigación y selección de Francisco León.

### Libros en colaboración
- Frida Kahlo. Una vida, una obra (1992) (con Rafael Vázquez Bayod)
- A través del espejo: El cine mexicano y su público (1994) (con Carlos Bonfil)
- Parte de guerra. Tlatelolco 1968. Documentos del general Marcelino García Barragán. Los hechos y la historia (1999) (con Julio Scherer)
- Parte de guerra II. Los rostros del 68. Nuevas evidencias fotográficas (2002) (con Julio Scherer)
- Leopoldo Méndez 1902-2002 (2002) (con Rafael Barajas y Laura González)”
- Tiempo de saber. Prensa y poder en México (2003) (con Julio Scherer)
- Los patriotas: de Tlaltelolco a la guerra, (2004), Aguilar, escrito con Julio Scherer
- El centro histórico de la ciudad de México (2006) (con Francis Alÿs)
- El viajero lúgubre: Julio Ruelas modernista, 1870-1907  (2007) (con Antonio Saborit y Teresa del Conde)
- El hombre de negro (2007) (con Helioflores)

### Antologías
- La poesía mexicana del siglo XX (1966)
- Poesía mexicana II, 1915-1979 (1979)
- A ustedes les consta. Antología de la crónica en México (1980) (Edición ampliada en 2006)
- Lo fugitivo permanece. 21 cuentos mexicanos (1984)
- La poesía mexicana II, 1915-1985 (1985)

### Traducciones
- Mexican Postcards (1997) (trad. John Kraniauskas)
- A New Catechism for Recalcitrant Indians (2007) (trad. Jeffrey Browitt y Nidia Esperanza Castrillón)
- Obřady chaosu (2007) (trad. checo por Markéta Riebová)

### Textos en libros colectivos
- Historia ¿Para qué? (1980) (ISBN: 968-23-1023-7)
- Mitos mexicanos (1995) (Enrique Florescano, coordinador)
- Pasión en Iztapalapa (2008) (Laura Emilia Pacheco, coordinadora)
- «Los enigmas verbales», en VV.AA., Palabras iluminadas. Editor: Manuel Ferro. Madrid: La Casa Encendida, 2012. [Catálogo de la exposición sobre la obra gráfica de José-Miguel Ullán].[10]